# Neuer Jüdischer Friedhof (Frankfurt am Main)

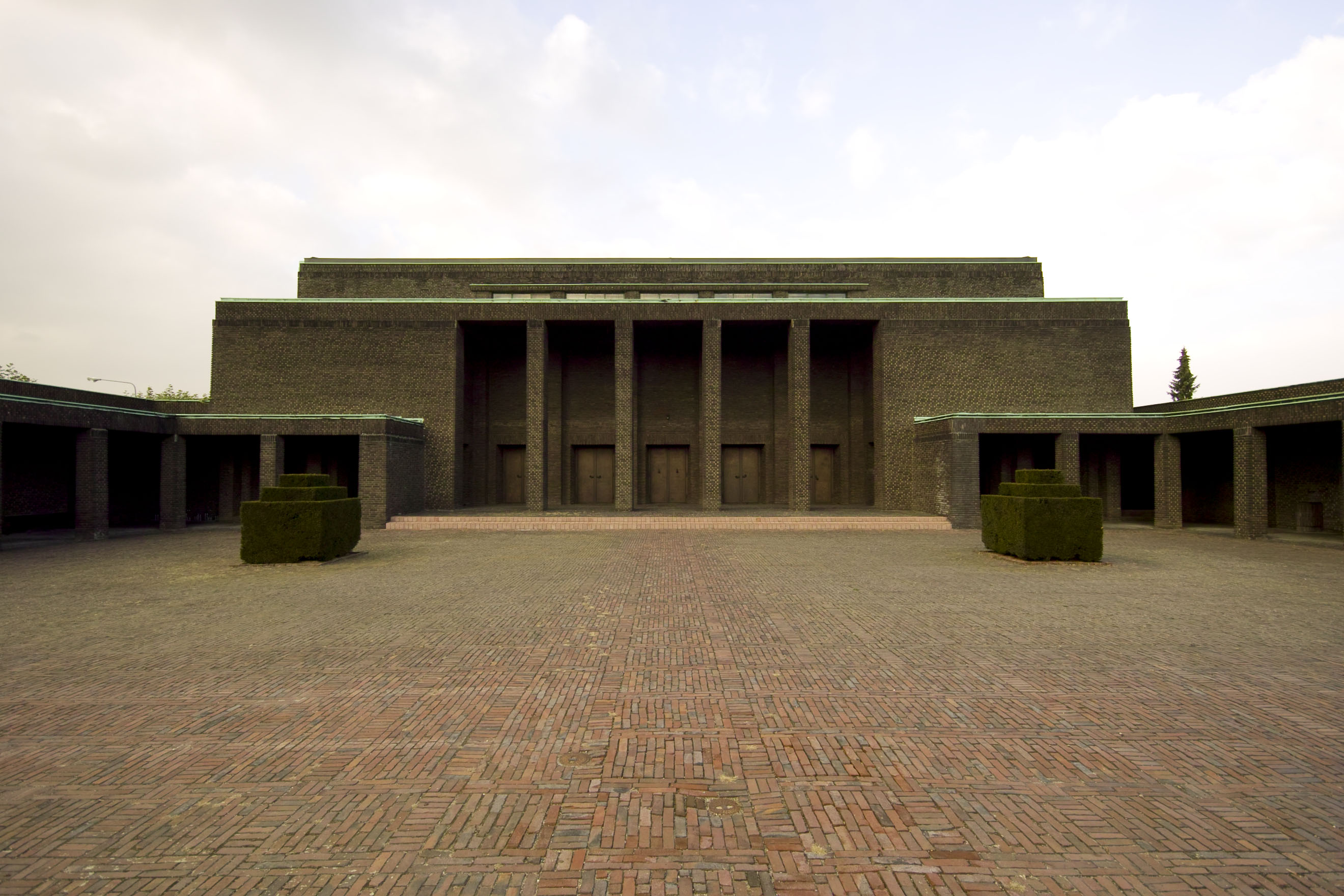
Totenhalle des neuen jüdischen Friedhofs

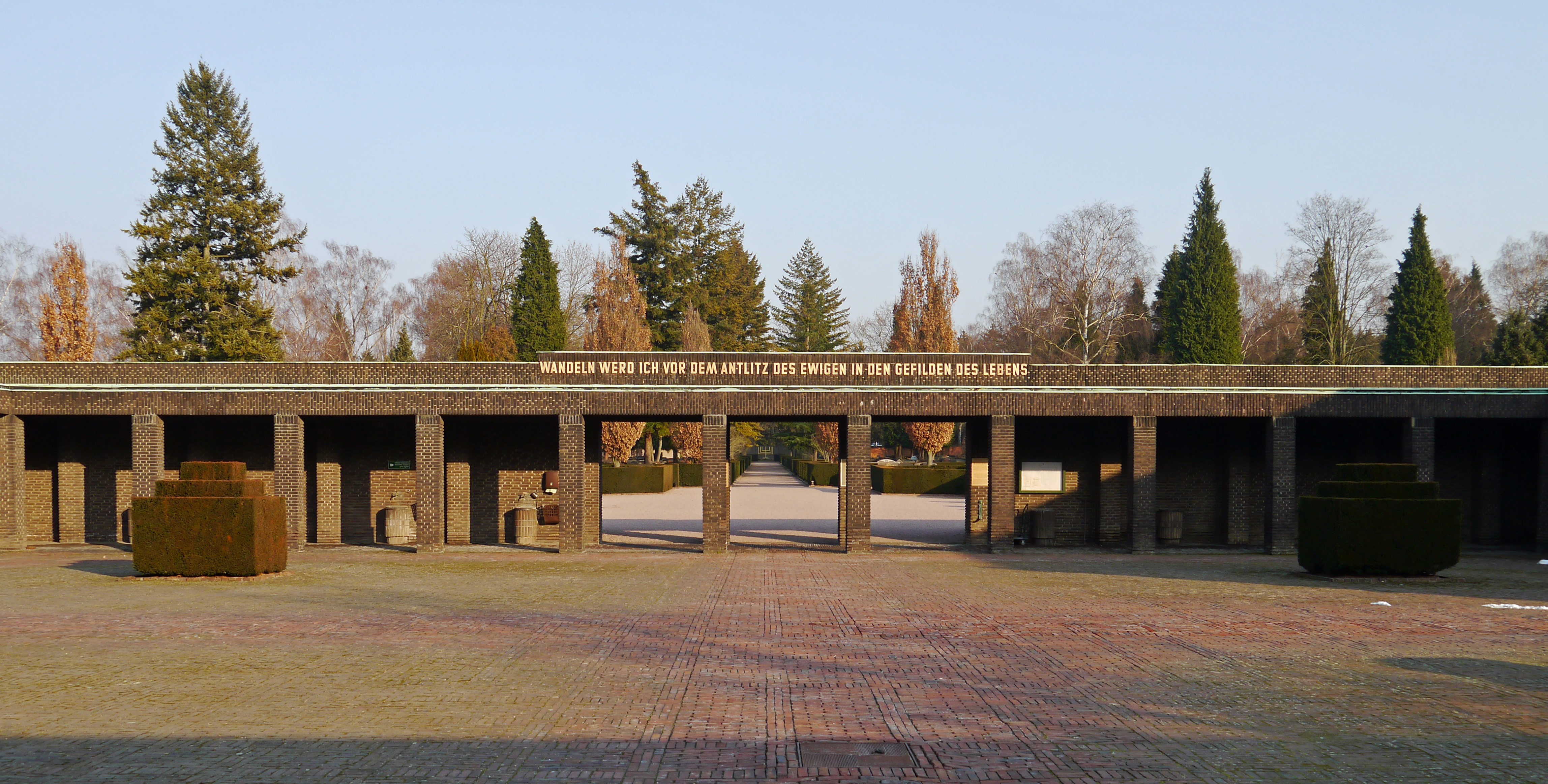
Innenportal

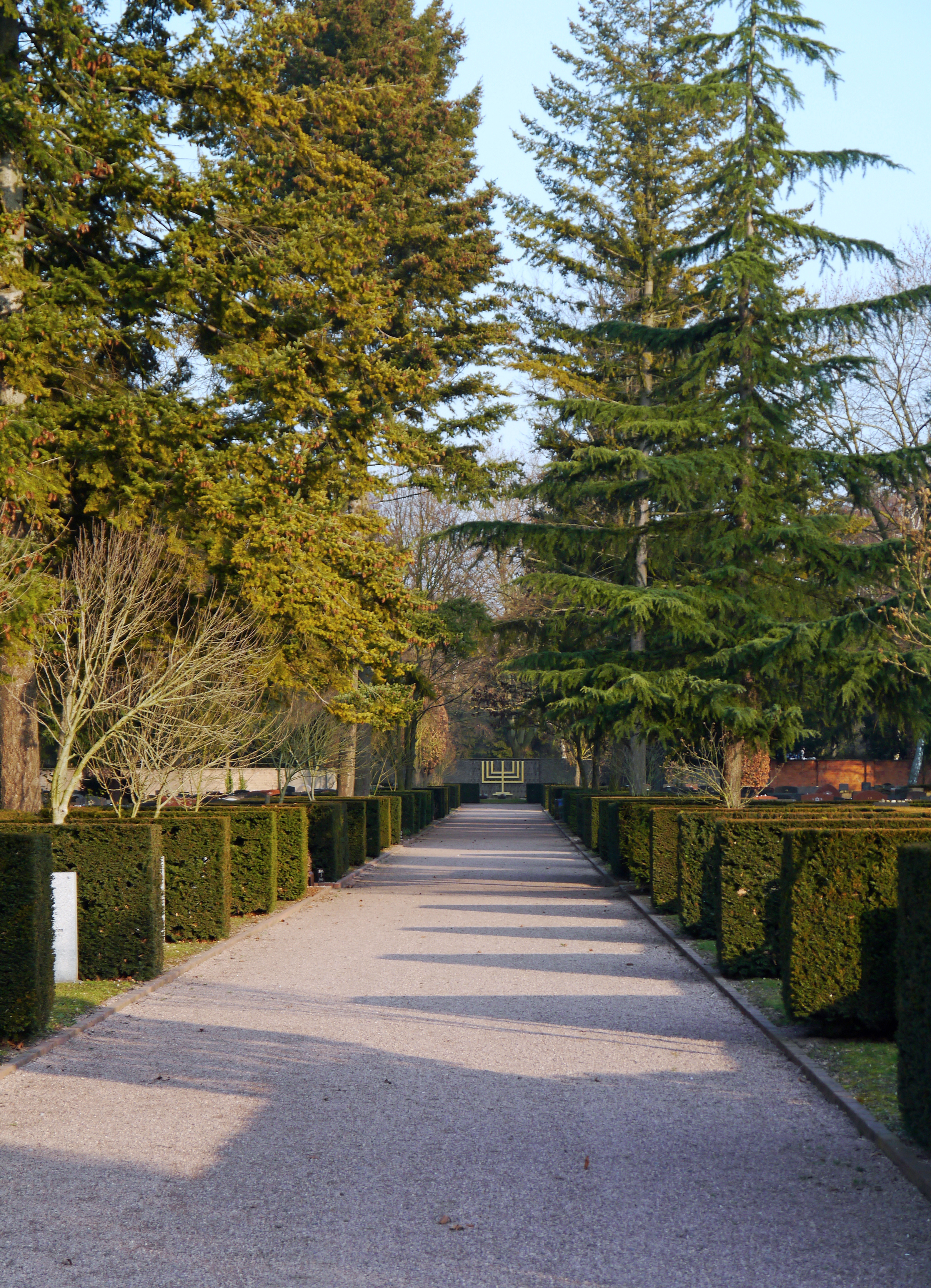
Hauptweg auf dem Friedhof

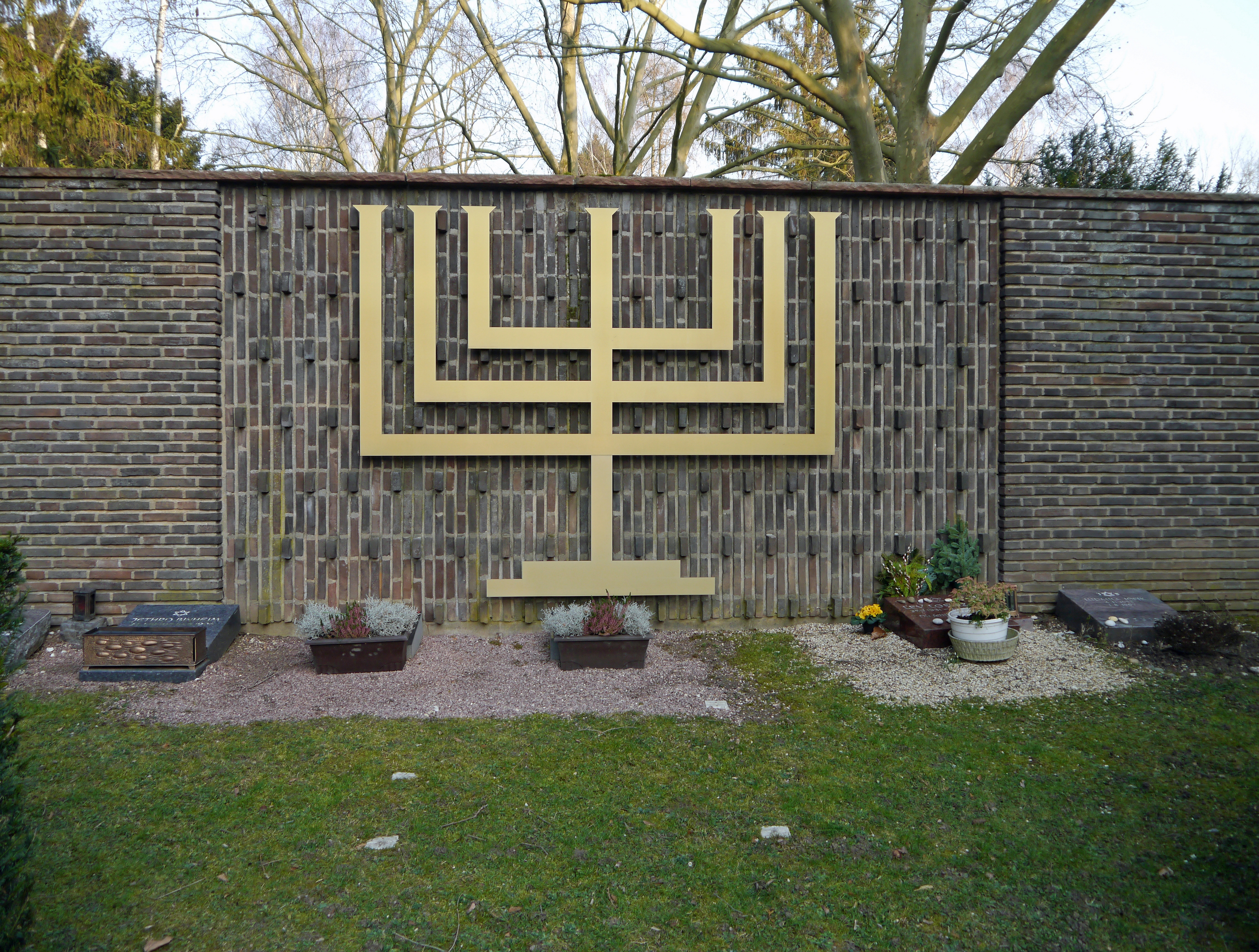
Menora Skulptur

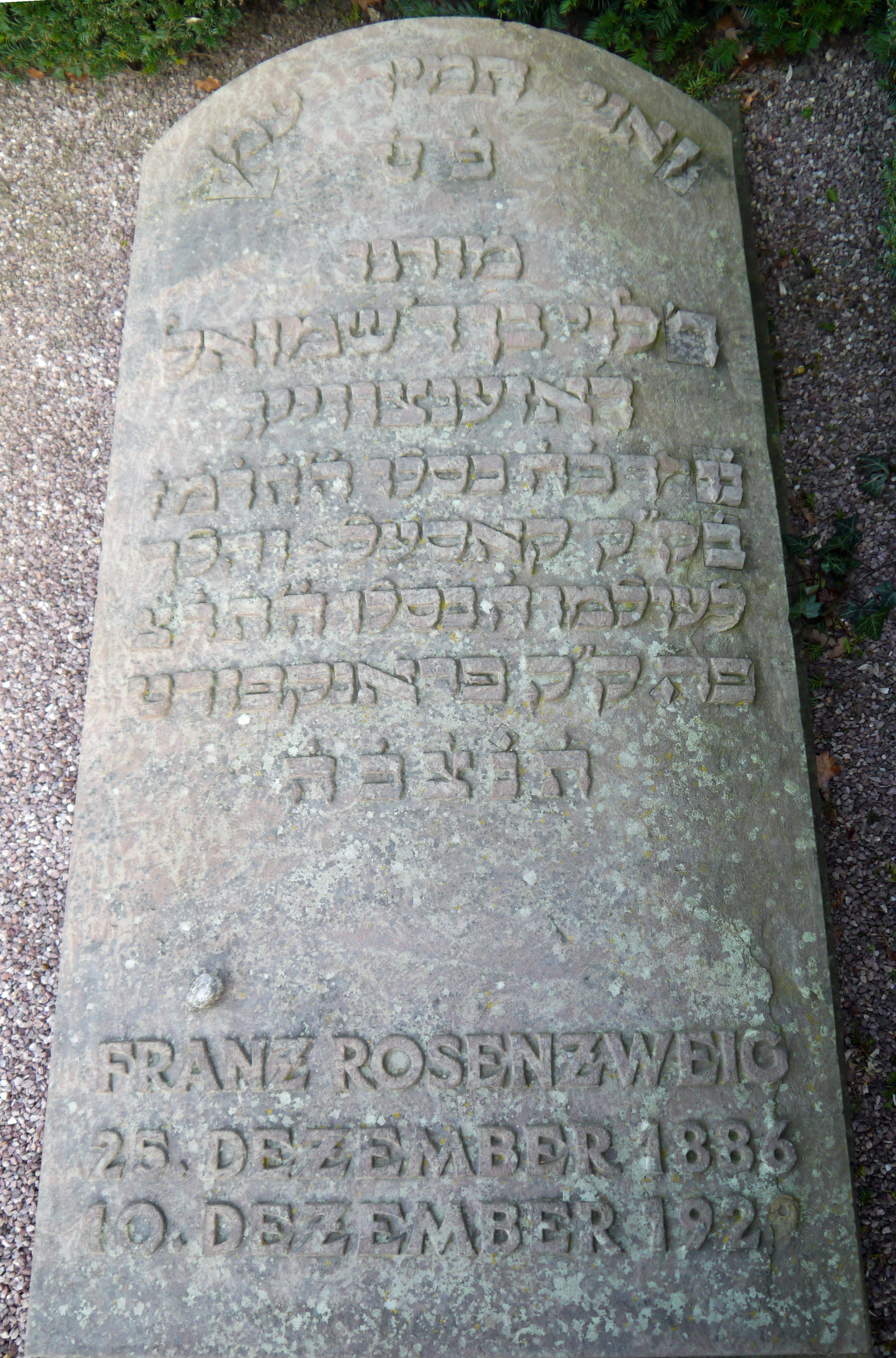
Grabmal von Franz Rosenzweig

Der Neue jüdische Friedhof ist eine jüdische Begräbnisstätte in Frankfurt am Main, die an den Hauptfriedhof Frankfurt angrenzt. Der Friedhof wurde im Jahre 1928 eröffnet, nachdem der zuvor genutzte alte jüdische Friedhof für Begräbnisse zu klein wurde und zudem nicht mehr weiter vergrößert werden konnte. Der Friedhof wird bis heute von der jüdischen Gemeinde Frankfurt für Bestattungen genutzt.

## Lage
Der Friedhof liegt im Frankfurter Stadtteil Eckenheim östlich der Eckenheimer Landstraße. Der Friedhof grenzt im Süden und Osten an den Hauptfriedhof an und besitzt eine Fläche von 54.532 Quadratmetern. Im Jahr 1939 wurde eine 165 Meter lange Mauer von dem Neuen Portal des Hauptfriedhofs bis zum Areal des neuen Friedhofs angelegt. Die Friedhofsmauer entstand aus Steinen der beim Novemberpogrom von 1938 zerstörten und im Januar 1939 abgebrochenen Hauptsynagoge und der Börneplatzsynagoge. Auf die Herkunft des Baumaterials weist heute eine Gedenktafel hin.
In naher Umgebung befand sich die Stadtbahnhaltestelle namens "Neuer Juedischer Friedhof", diese wurde jedoch 2016 voruebergehend stillgelegt, heute sind die naechsten Stationen Hauptfriedhof und Marbachweg Sozialzentrum der Linie U5.

## Zugang
Das Hauptgebäude des neuen Friedhofs wurde vom Frankfurter Regierungsbaumeister Fritz Nathan geplant. Er entwarf ein Bauwerk aus rotbraunem Klinker im Stil der Neuen Sachlichkeit in der Zeit des Stadtplanungsprogrammes Neues Frankfurt. Über dem Eingangsportal des Friedhofs steht in hebräischer Sprache der Spruch geschrieben

„Wandeln werd ich vor dem Antlitz des Ewigen in den Gefilden des Lebens.“

Hinter dem Eingangsbereich öffnet sich ein gepflasterter Innenhofbereich, der von einer Kolonnade umgeben ist. Zur linken Seite ist die Trauerhalle gelegen. Auf dem Fries des Innenportals, welcher zum Friedhofsbereich führt, ist das Zitat des Eingangsportals in deutscher Sprache angebracht.

## Geschichte
Die ersten Pläne für den Bau eines neuen Friedhofs gehen bis auf das Jahr 1914 zurück. Zu diesem Zeitpunkt war bereits abzusehen, dass der alte Friedhof für Bestattungen zu klein werden würde. Für den Bau eines neuen jüdischen Friedhofs wurde dabei ein Gelände an der Homburger Landstraße in Betracht gezogen und aufgekauft. Auf Grund von Meinungsverschiedenheiten über einen Bau an dieser Stelle mit der Stadt Frankfurt einigte man sich darauf, den Friedhof an der Eckenheimer Landstraße beim Hauptfriedhof anzulegen. Wegen des Beginns des Ersten Weltkrieges kam es zu Verzögerungen bei der Planung und der Neubebauung des Geländes. Erst im Jahr 1921 konnte daher ein Architektenwettbewerb ausgeschrieben werden. Die ausführenden Arbeiten wurden schließlich von Stadtbaumeister Fritz Nathan übernommen.

## Gestaltung
Auf dem Gelände des Friedhofs befinden sich die Gräber von etwa 8000 Verstorbenen. Im Gegensatz zum alten Friedhof an der Rat-Beil-Straße ist der neue Friedhof wesentlich sachlicher gehalten. Monumentale oder reich verzierte Gräber finden sich hier kaum. Der neue Friedhof gleicht in seiner Gestaltung daher mehr den traditionell gehaltenen jüdischen Friedhöfen, die in einer schlichten Bauweise errichtet wurden. Dies war auch einer der Wünsche und Grundgedanken des damaligen Dezernenten der Stadt Frankfurt Ernst May.
Die durch Hecken getrennten Gewanne richten sich an einer Hauptachse aus, die sich vom Portal bis zu einer großen Menorah zieht. Entlang der Hauptachse liegen etwa 800 Grabstätten Frankfurter Juden, die sich ihrer Deportation durch Freitod entzogen. Diese Grabstätten sind gleich gestaltet und tragen die Inschrift Gestorben für die Heiligung des Namens.

## Persönlichkeiten
- Julius Blau (1861–1939), Jurist
- Jakub Fiszman (1956–1996), Unternehmer
- Martin Flersheim (1856–1935), Kaufmann, Unternehmer, Kunstsammler und -mäzen
- Henriette Fürth (1861–1938), Soziologin und Frauenrechtlerin
- Arno Lustiger (1924–2012), Historiker
- Franz Rosenzweig (1886–1929), Historiker und Philosoph
- Sigmund Szobel (1908–1989), Rabbiner
- Stefanie Zweig (1932–2014), Schriftstellerin